# Coppa del Mondo di sci alpino 2014
La Coppa del Mondo di sci alpino 2014 è stata la quarantottesima edizione della manifestazione organizzata dalla Federazione Internazionale Sci; ha avuto inizio il 26 ottobre 2013 a Sölden, in Austria, e si è conclusa il 16 marzo 2014 a Lenzerheide, in Svizzera. Nel corso della stagione si sono tenuti a Soči (Russia) i XXII Giochi olimpici invernali, il cui calendario ha dunque comportato un'interruzione della Coppa del Mondo durante il mese di febbraio.
In campo maschile sono state disputate 34 delle 35 gare in programma (9 discese libere, 6 supergiganti, 8 slalom giganti, 9 slalom speciali, 2 supercombinate), in 16 diverse località. L'austriaco Marcel Hirscher si è aggiudicato sia la Coppa del Mondo generale, sia quella di slalom speciale; il norvegese Aksel Lund Svindal ha vinto le Coppe di discesa libera e di supergigante e lo statunitense Ted Ligety quella di slalom gigante. Hirscher era il detentore uscente della Coppa generale.
In campo femminile sono state disputate 32 delle 34 gare in programma (9 discese libere, 6 supergiganti, 8 slalom giganti, 8 slalom speciali, 1 supercombinata), in 16 diverse località. L'austriaca Anna Fenninger si è aggiudicata sia la Coppa del Mondo generale, sia quella di slalom gigante; la tedesca Maria Riesch ha vinto la Coppa di discesa libera, la svizzera Lara Gut quella di supergigante e la statunitense Mikaela Shiffrin quella di slalom speciale. Tina Maze era la detentrice uscente della Coppa generale.
Per la nona stagione consecutiva, in occasione delle finali di Lenzerheide, fu disputata una gara a squadre mista (sotto forma di slalom parallelo) valida per l'assegnazione della Coppa delle Nazioni. Rispetto agli anni precedenti, ad essa si aggiunse un'ulteriore gara in parallelo, tenutasi ad Innsbruck.

## Uomini

### Risultati
| Data             | Località              | Nazione     | Pista                          | Spec. | Primo                             | Secondo                        | Terzo                        |
| ---------------- | --------------------- | ----------- | ------------------------------ | ----- | --------------------------------- | ------------------------------ | ---------------------------- |
| 27 ottobre 2013  | Sölden                | Austria     | Rettenbach                     | GS    | Ted Ligety                        | Alexis Pinturault              | Marcel Hirscher              |
| 17 novembre 2013 | Levi                  | Finlandia   | Levi Black                     | SL    | Marcel Hirscher                   | Mario Matt                     | Henrik Kristoffersen         |
| 30 novembre 2013 | Lake Louise           | Canada      | Men’s Olympic Downhill         | DH    | Dominik Paris                     | Klaus Kröll                    | Adrien Théaux                |
| 1º dicembre 2013 | Lake Louise           | Canada      | Men’s Olympic Downhill         | SG    | Aksel Lund Svindal                | Matthias Mayer                 | Georg Streitberger           |
| 6 dicembre 2013  | Beaver Creek          | Stati Uniti | Birds of Prey                  | DH    | Aksel Lund Svindal                | Hannes Reichelt                | Peter Fill                   |
| 7 dicembre 2013  | Beaver Creek          | Stati Uniti | Birds of Prey                  | SG    | Patrick Küng                      | Otmar Striedinger              | Peter Fill Hannes Reichelt   |
| 8 dicembre 2013  | Beaver Creek          | Stati Uniti | Birds of Prey                  | GS    | Ted Ligety                        | Bode Miller                    | Marcel Hirscher              |
| 14 dicembre 2013 | Val-d'Isère           | Francia     | La face de Bellevarde          | GS    | Marcel Hirscher                   | Thomas Fanara                  | Stefan Luitz                 |
| 15 dicembre 2013 | Val-d'Isère           | Francia     | La face de Bellevarde          | SL    | Mario Matt                        | Mattias Hargin                 | Patrick Thaler               |
| 20 dicembre 2013 | Val Gardena           | Italia      | Saslong                        | SG    | Aksel Lund Svindal                | Jan Hudec                      | Adrien Théaux                |
| 21 dicembre 2013 | Val Gardena           | Italia      | Saslong                        | DH    | Erik Guay                         | Kjetil Jansrud                 | Johan Clarey                 |
| 22 dicembre 2013 | Alta Badia            | Italia      | Gran Risa                      | GS    | Marcel Hirscher                   | Alexis Pinturault              | Ted Ligety                   |
| 29 dicembre 2013 | Bormio                | Italia      | Stelvio                        | DH    | Aksel Lund Svindal                | Hannes Reichelt                | Erik Guay                    |
| 1º gennaio 2014  | Monaco di Baviera     | Germania    | Olympiapark                    | P     | annullata                         | annullata                      | annullata                    |
| 6 gennaio 2014   | Bormio                | Italia      | Stelvio                        | SL    | Felix Neureuther                  | Marcel Hirscher                | Manfred Mölgg                |
| 11 gennaio 2014  | Adelboden             | Svizzera    | Chuenisbärgli                  | GS    | Felix Neureuther                  | Thomas Fanara                  | Marcel Hirscher              |
| 12 gennaio 2014  | Adelboden             | Svizzera    | Chuenisbärgli                  | SL    | Marcel Hirscher                   | André Myhrer                   | Henrik Kristoffersen         |
| 17 gennaio 2014  | Wengen                | Svizzera    | Männlichen/Jungfrau Lauberhorn | SC    | Ted Ligety                        | Alexis Pinturault              | Natko Zrnčić-Dim             |
| 17 gennaio 2014  | Wengen                | Svizzera    | Lauberhorn                     | DH    | Patrick Küng                      | Hannes Reichelt                | Aksel Lund Svindal           |
| 19 gennaio 2014  | Wengen                | Svizzera    | Männlichen/Jungfrau            | SL    | Alexis Pinturault                 | Felix Neureuther               | Marcel Hirscher              |
| 24 gennaio 2014  | Kitzbühel             | Austria     | Ganslern                       | SL    | Felix Neureuther                  | Henrik Kristoffersen           | Patrick Thaler               |
| 25 gennaio 2014  | Kitzbühel             | Austria     | Streif                         | DH    | Hannes Reichelt                   | Aksel Lund Svindal             | Bode Miller                  |
| 26 gennaio 2014  | Kitzbühel             | Austria     | Seidlalm                       | SG    | Didier Défago                     | Bode Miller                    | Max Franz Aksel Lund Svindal |
| 26 gennaio 2014  | Kitzbühel             | Austria     | Seidlalm Ganslern              | SC    | Alexis Pinturault                 | Ted Ligety                     | Marcel Hirscher              |
| 28 gennaio 2014  | Schladming            | Austria     | Planai                         | SL    | Henrik Kristoffersen              | Marcel Hirscher                | Felix Neureuther             |
| 2 febbraio 2014  | Sankt Moritz          | Svizzera    | Corviglia                      | GS    | Ted Ligety                        | Marcel Hirscher                | Alexis Pinturault            |
| 28 febbraio 2014 | Lillehammer Kvitfjell | Norvegia    | Olympiabakken                  | DH    | Kjetil Jansrud Georg Streitberger |                                | Travis Ganong                |
| 1º marzo 2014    | Lillehammer Kvitfjell | Norvegia    | Olympiabakken                  | DH    | Erik Guay                         | Johan Clarey                   | Matthias Mayer               |
| 2 marzo 2014     | Lillehammer Kvitfjell | Norvegia    | Olympiabakken                  | SG    | Kjetil Jansrud                    | Patrick Küng                   | Matthias Mayer               |
| 8 marzo 2014     | Kranjska Gora         | Slovenia    | Podkoren                       | GS    | Ted Ligety                        | Benjamin Raich                 | Henrik Kristoffersen         |
| 9 marzo 2014     | Kranjska Gora         | Slovenia    | Podkoren                       | SL    | Felix Neureuther                  | Fritz Dopfer                   | Henrik Kristoffersen         |
| 12 marzo 2014    | Lenzerheide           | Svizzera    | Silvano Beltrametti            | DH    | Matthias Mayer                    | Christof Innerhofer Ted Ligety |                              |
| 13 marzo 2014    | Lenzerheide           | Svizzera    | Silvano Beltrametti            | SG    | Alexis Pinturault                 | Thomas Mermillod Blondin       | Bode Miller                  |
| 15 marzo 2014    | Lenzerheide           | Svizzera    | Silvano Beltrametti            | GS    | Ted Ligety                        | Alexis Pinturault              | Felix Neureuther             |
| 16 marzo 2014    | Lenzerheide           | Svizzera    | Silvano Beltrametti            | SL    | Marcel Hirscher                   | Felix Neureuther               | Mario Matt                   |

Legenda:

DH = Discesa libera

SG = Supergigante

GS = Slalom gigante

SL = Slalom speciale

SC = Supercombinata

P = Slalom parallelo

### Classifiche

#### Generale

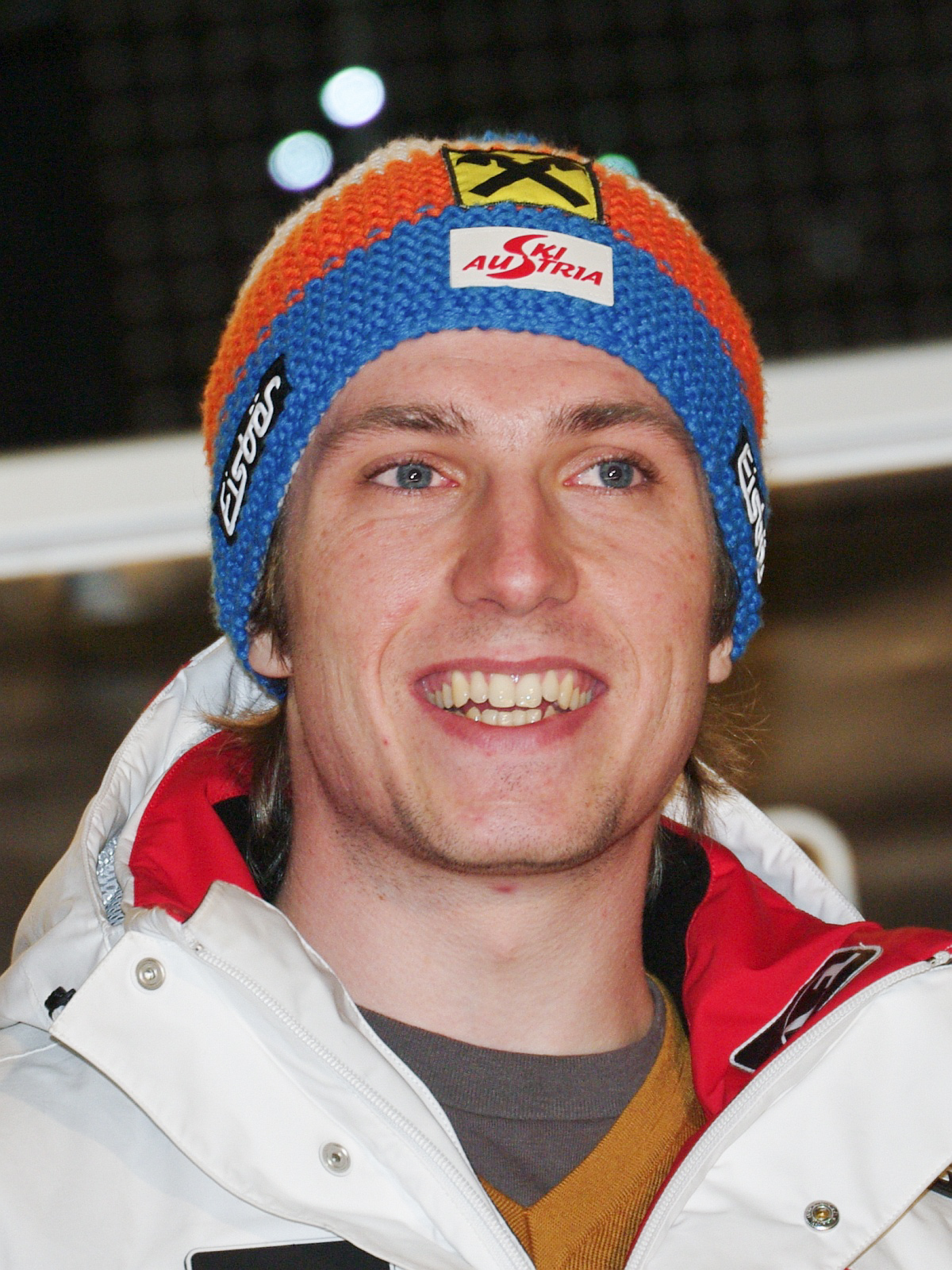
Marcel Hirscher nel 2011

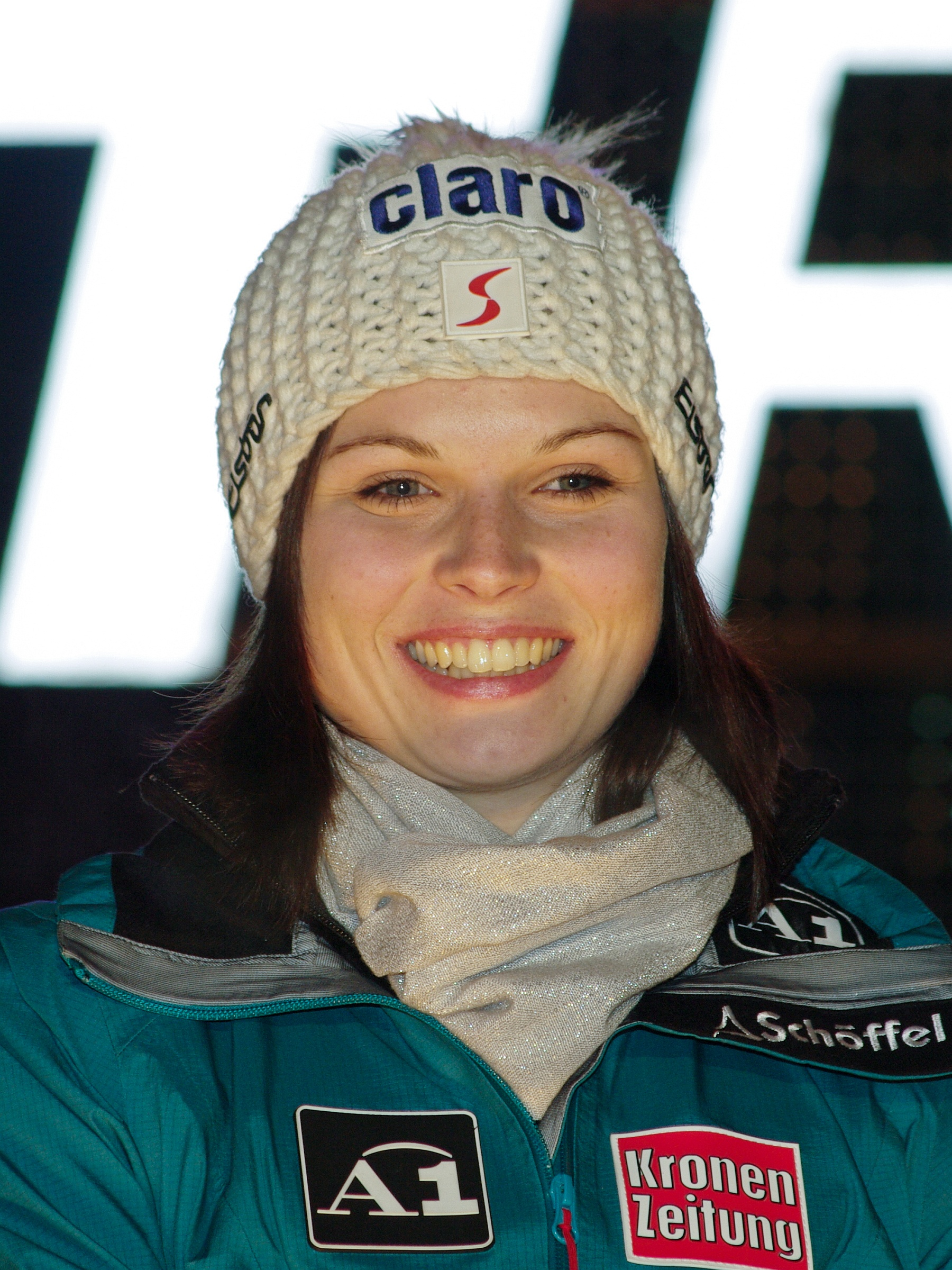
Anna Fenninger nel 2011

| Pos. | Nome                 | Nazione     | Punti |
| ---- | -------------------- | ----------- | ----- |
| 1    | Marcel Hirscher      | Austria     | 1222  |
| 2    | Aksel Lund Svindal   | Norvegia    | 1091  |
| 3    | Alexis Pinturault    | Francia     | 1028  |
| 4    | Ted Ligety           | Stati Uniti | 991   |
| 5    | Felix Neureuther     | Germania    | 813   |
| 6    | Kjetil Jansrud       | Norvegia    | 657   |
| 7    | Henrik Kristoffersen | Norvegia    | 639   |
| 8    | Bode Miller          | Stati Uniti | 633   |
| 9    | Matthias Mayer       | Austria     | 602   |
| 10   | Patrick Küng         | Svizzera    | 562   |

#### Discesa libera
| Pos. | Nome               | Nazione  | Punti |
| ---- | ------------------ | -------- | ----- |
| 1    | Aksel Lund Svindal | Norvegia | 570   |
| 2    | Hannes Reichelt    | Austria  | 360   |
| 3    | Erik Guay          | Canada   | 357   |
| 4    | Kjetil Jansrud     | Norvegia | 328   |
| 5    | Patrick Küng       | Svizzera | 307   |
| 5    | Matthias Mayer     | Austria  | 307   |

#### Supergigante
| Pos. | Nome               | Nazione     | Punti |
| ---- | ------------------ | ----------- | ----- |
| 1    | Aksel Lund Svindal | Norvegia    | 346   |
| 2    | Kjetil Jansrud     | Norvegia    | 259   |
| 3    | Patrick Küng       | Svizzera    | 255   |
| 4    | Matthias Mayer     | Austria     | 236   |
| 5    | Bode Miller        | Stati Uniti | 220   |

#### Slalom gigante
| Pos. | Nome              | Nazione     | Punti |
| ---- | ----------------- | ----------- | ----- |
| 1    | Ted Ligety        | Stati Uniti | 560   |
| 2    | Marcel Hirscher   | Austria     | 560   |
| 3    | Alexis Pinturault | Francia     | 458   |
| 4    | Thomas Fanara     | Francia     | 278   |
| 5    | Felix Neureuther  | Germania    | 263   |

#### Slalom speciale
| Pos. | Nome                 | Nazione  | Punti |
| ---- | -------------------- | -------- | ----- |
| 1    | Marcel Hirscher      | Austria  | 565   |
| 2    | Felix Neureuther     | Germania | 550   |
| 3    | Henrik Kristoffersen | Norvegia | 454   |
| 4    | Patrick Thaler       | Italia   | 351   |
| 5    | Mattias Hargin       | Svezia   | 349   |

#### Combinata
Nel 2014 fu stilata anche la classifica della combinata (attraverso i risultati delle gare di supercombinata), sebbene non sia stato assegnato alcun trofeo al vincitore.
| Pos. | Nome                     | Nazione     | Punti |
| ---- | ------------------------ | ----------- | ----- |
| 1    | Ted Ligety               | Stati Uniti | 180   |
| 1    | Alexis Pinturault        | Francia     | 180   |
| 3    | Thomas Mermillod Blondin | Francia     | 90    |
| 4    | Sandro Viletta           | Svizzera    | 86    |
| 5    | Natko Zrnčić-Dim         | Croazia     | 70    |

## Donne

### Risultati
| Data             | Località              | Nazione     | Pista                      | Spec. | Prima                   | Seconda                 | Terza                   |
| ---------------- | --------------------- | ----------- | -------------------------- | ----- | ----------------------- | ----------------------- | ----------------------- |
| 26 ottobre 2013  | Sölden                | Austria     | Rettenbach                 | GS    | Lara Gut                | Kathrin Zettel          | Viktoria Rebensburg     |
| 16 novembre 2013 | Levi                  | Finlandia   | Levi Black                 | SL    | Mikaela Shiffrin        | Maria Riesch            | Tina Maze               |
| 29 novembre 2013 | Beaver Creek          | Stati Uniti | Solitude/Peregrine/Kestrel | DH    | Lara Gut                | Tina Weirather          | Elena Fanchini          |
| 30 novembre 2013 | Beaver Creek          | Stati Uniti | Solitude/Peregrine/Kestrel | SG    | Lara Gut                | Anna Fenninger          | Nicole Hosp             |
| 1º dicembre 2013 | Beaver Creek          | Stati Uniti | Birds of Prey              | GS    | Jessica Lindell Vikarby | Mikaela Shiffrin        | Tina Weirather          |
| 6 dicembre 2013  | Lake Louise           | Canada      | Men’s Olympic Downhill     | DH    | Maria Riesch            | Marianne Abderhalden    | Elena Fanchini          |
| 7 dicembre 2013  | Lake Louise           | Canada      | Men’s Olympic Downhill     | DH    | Maria Riesch            | Tina Weirather          | Anna Fenninger          |
| 8 dicembre 2013  | Lake Louise           | Canada      | Men’s Olympic Downhill     | SG    | Lara Gut                | Tina Weirather          | Anna Fenninger          |
| 14 dicembre 2013 | Sankt Moritz          | Svizzera    | Engiadina                  | SG    | Tina Weirather          | Kajsa Kling             | Anna Fenninger          |
| 15 dicembre 2013 | Sankt Moritz          | Svizzera    | Corviglia                  | GS    | Tessa Worley            | Jessica Lindell Vikarby | Tina Maze               |
| 17 dicembre 2013 | Courchevel            | Francia     | Émile Allais               | SL    | Marlies Schild          | Frida Hansdotter        | Bernadette Schild       |
| 21 dicembre 2013 | Val-d'Isère           | Francia     | Oreiller-Killy             | DH    | Marianne Abderhalden    | Tina Maze               | Cornelia Hütter         |
| 22 dicembre 2013 | Val-d'Isère           | Francia     | Oreiller-Killy             | GS    | Tina Weirather          | Lara Gut                | Maria Pietilä Holmner   |
| 28 dicembre 2013 | Lienz                 | Austria     | Schlossberg                | GS    | Anna Fenninger          | Jessica Lindell Vikarby | Mikaela Shiffrin        |
| 29 dicembre 2013 | Lienz                 | Austria     | Schlossberg                | SL    | Marlies Schild          | Mikaela Shiffrin        | Maria Riesch            |
| 1º gennaio 2014  | Monaco di Baviera     | Germania    | Olympiapark                | P     | annullata               | annullata               | annullata               |
| 5 gennaio 2014   | Bormio                | Italia      | Stelvio                    | SL    | Mikaela Shiffrin        | Maria Pietilä Holmner   | Nastasia Noens          |
| 11 gennaio 2014  | Altenmarkt Zauchensee | Austria     | Kälberloch                 | DH    | Elisabeth Görgl         | Anna Fenninger          | Maria Riesch            |
| 12 gennaio 2014  | Altenmarkt Zauchensee | Austria     | Kälberloch                 | SC    | Marie-Michèle Gagnon    | Michaela Kirchgasser    | Maria Riesch            |
| 14 gennaio 2014  | Flachau               | Austria     | Griessenkar                | SL    | Mikaela Shiffrin        | Frida Hansdotter        | Maria Pietilä Holmner   |
| 23 gennaio 2014  | Cortina d'Ampezzo     | Italia      | Olimpia delle Tofane       | SG    | Elisabeth Görgl         | Maria Riesch            | Nicole Hosp             |
| 24 gennaio 2014  | Cortina d'Ampezzo     | Italia      | Olimpia delle Tofane       | DH    | Maria Riesch            | Tina Weirather          | Nicole Schmidhofer      |
| 25 gennaio 2014  | Cortina d'Ampezzo     | Italia      | Olimpia delle Tofane       | DH    | Tina Maze               | Marianne Abderhalden    | Tina Weirather          |
| 26 gennaio 2014  | Cortina d'Ampezzo     | Italia      | Olimpia delle Tofane       | SG    | Lara Gut                | Tina Weirather          | Maria Riesch            |
| 2 febbraio 2014  | Kranjska Gora         | Slovenia    | Podkoren                   | SL    | Frida Hansdotter        | Marlies Schild          | Bernadette Schild       |
| 2 marzo 2014     | Crans-Montana         | Svizzera    | Nationale                  | DH    | Andrea Fischbacher      | Anna Fenninger          | Tina Maze               |
| 2 marzo 2014     | Crans-Montana         | Svizzera    | Nationale                  | SC    | annullata               | annullata               | annullata               |
| 6 marzo 2014     | Åre                   | Svezia      | Olympia                    | GS    | Anna Fenninger          | Anémone Marmottan       | Eva-Maria Brem Lara Gut |
| 7 marzo 2014     | Åre                   | Svezia      | Olympia                    | GS    | Anna Fenninger          | Viktoria Rebensburg     | Jessica Lindell Vikarby |
| 8 marzo 2014     | Åre                   | Svezia      | Olympia                    | SL    | Mikaela Shiffrin        | Maria Pietilä Holmner   | Anna Swenn Larsson      |
| 12 marzo 2014    | Lenzerheide           | Svizzera    | Silvano Beltrametti        | DH    | Lara Gut                | Elisabeth Görgl         | Fränzi Aufdenblatten    |
| 13 marzo 2014    | Lenzerheide           | Svizzera    | Silvano Beltrametti        | SG    | Lara Gut                | Anna Fenninger          | Tina Maze               |
| 15 marzo 2014    | Lenzerheide           | Svizzera    | Silvano Beltrametti        | SL    | Mikaela Shiffrin        | Frida Hansdotter        | Marlies Schild          |
| 16 marzo 2014    | Lenzerheide           | Svizzera    | Silvano Beltrametti        | GS    | Anna Fenninger          | Eva-Maria Brem          | Jessica Lindell Vikarby |

Legenda:

DH = Discesa libera

SG = Supergigante

GS = Slalom gigante

SL = Slalom speciale

SC = Supercombinata

P = Slalom parallelo

### Classifiche

#### Generale
| Pos. | Nome                  | Nazione       | Punti |
| ---- | --------------------- | ------------- | ----- |
| 1    | Anna Fenninger        | Austria       | 1371  |
| 2    | Maria Riesch          | Germania      | 1180  |
| 3    | Lara Gut              | Svizzera      | 1101  |
| 4    | Tina Maze             | Slovenia      | 964   |
| 5    | Tina Weirather        | Liechtenstein | 943   |
| 6    | Mikaela Shiffrin      | Stati Uniti   | 895   |
| 7    | Maria Pietilä Holmner | Svezia        | 647   |
| 8    | Elisabeth Görgl       | Austria       | 640   |
| 9    | Nicole Hosp           | Austria       | 575   |
| 10   | Frida Hansdotter      | Svezia        | 534   |

#### Discesa libera
| Pos. | Nome                 | Nazione       | Punti |
| ---- | -------------------- | ------------- | ----- |
| 1    | Maria Riesch         | Germania      | 504   |
| 2    | Anna Fenninger       | Austria       | 464   |
| 3    | Tina Maze            | Slovenia      | 409   |
| 4    | Tina Weirather       | Liechtenstein | 400   |
| 5    | Marianne Abderhalden | Svizzera      | 389   |

#### Supergigante
| Pos. | Nome            | Nazione       | Punti |
| ---- | --------------- | ------------- | ----- |
| 1    | Lara Gut        | Svizzera      | 448   |
| 2    | Anna Fenninger  | Austria       | 357   |
| 3    | Tina Weirather  | Liechtenstein | 310   |
| 4    | Elisabeth Görgl | Austria       | 240   |
| 5    | Maria Riesch    | Germania      | 216   |

#### Slalom gigante
| Pos. | Nome                    | Nazione  | Punti |
| ---- | ----------------------- | -------- | ----- |
| 1    | Anna Fenninger          | Austria  | 518   |
| 2    | Jessica Lindell Vikarby | Svezia   | 492   |
| 3    | Maria Pietilä Holmner   | Svezia   | 339   |
| 4    | Lara Gut                | Svizzera | 285   |
| 5    | Kathrin Zettel          | Austria  | 284   |

#### Slalom speciale
| Pos. | Nome                  | Nazione     | Punti |
| ---- | --------------------- | ----------- | ----- |
| 1    | Mikaela Shiffrin      | Stati Uniti | 638   |
| 2    | Frida Hansdotter      | Svezia      | 488   |
| 3    | Marlies Schild        | Austria     | 385   |
| 4    | Maria Pietilä Holmner | Svezia      | 308   |
| 5    | Maria Riesch          | Germania    | 234   |

#### Combinata
Nel 2014 fu stilata anche la classifica della combinata (attraverso i risultati delle gare di supercombinata), sebbene non sia assegnato alcun trofeo alla vincitrice.
| Pos. | Nome                 | Nazione  | Punti |
| ---- | -------------------- | -------- | ----- |
| 1    | Marie-Michèle Gagnon | Canada   | 100   |
| 2    | Michaela Kirchgasser | Austria  | 80    |
| 3    | Maria Riesch         | Germania | 60    |
| 4    | Nicole Hosp          | Austria  | 50    |
| 5    | Sara Hector          | Svezia   | 45    |

## Coppa delle Nazioni

### Risultati
| Data             | Località    | Nazione  | Pista               | Spec. | Prima                                                                         | Seconda                                                                 | Terza                                                                         |
| ---------------- | ----------- | -------- | ------------------- | ----- | ----------------------------------------------------------------------------- | ----------------------------------------------------------------------- | ----------------------------------------------------------------------------- |
| 25 febbraio 2014 | Innsbruck   | Austria  |                     | P     | Svezia Maria Pietilä Holmner Anna Swenn Larsson Mattias Hargin Markus Larsson | Norvegia Mona Løseth Nina Løseth Truls Johansen Sebastian Foss Solevåg  | Svizzera Wendy Holdener Nadja Vogel Reto Schmidiger Markus Vogel              |
| 14 marzo 2014    | Lenzerheide | Svizzera | Silvano Beltrametti | P     | Svizzera Wendy Holdener Luca Aerni Denise Feierabend Reto Schmidiger          | Stati Uniti Julia Mancuso David Chodounsky Mikaela Shiffrin Tim Jitloff | Austria Eva-Maria Brem Philipp Schörghofer Michaela Kirchgasser Manuel Feller |

Legenda:

P = Slalom parallelo

### Classifiche
Le classifiche della Coppa delle Nazioni vengono stilate sommando i punti ottenuti da ogni atleta in ogni gara individuale e quelli assegnati nella gara a squadre.

#### Generale
| Pos. | Nazione     | Punti |
| ---- | ----------- | ----- |
| 1    | Austria     | 11489 |
| 2    | Svizzera    | 5773  |
| 3    | Italia      | 5335  |
| 4    | Francia     | 4825  |
| 5    | Stati Uniti | 4801  |

#### Uomini
| Pos. | Nazione     | Punti |
| ---- | ----------- | ----- |
| 1    | Austria     | 5393  |
| 2    | Francia     | 3689  |
| 3    | Italia      | 3253  |
| 4    | Norvegia    | 2955  |
| 5    | Stati Uniti | 2780  |

#### Donne
| Pos. | Nazione  | Punti |
| ---- | -------- | ----- |
| 1    | Austria  | 6069  |
| 2    | Svizzera | 3356  |
| 3    | Svezia   | 2938  |
| 4    | Italia   | 2082  |
| 5    | Germania | 2029  |